# 학력 인플레
학력 인플레(學力 Inflation 또는 學歷 Inflation)란 사회 현상 중의 하나로, 사람들의 평균 학력 수준이 상승하는 현상을 인플레이션에 빗대어 말하는 것이다. 사회에서 학력이 높은 사람들의 수가 점점 늘어나게되어 고학력자들의 가치를 인정받지 못하고 사회적인 지위가 떨어지는 현상이다.

## 원인
예전 일제강점기에 도입된 일본식 교육체제에서 대학은 소위 상류층이라 불리는 집단의 자제들이 주로 다닐 수 있었으며 대학생은 사회 지위가 높은 사람들의 자제였다. 대한민국 독립 이후 대학 진학은 성공하는 길이라는 인식이 생겨나게 되었고 중산층 이하의 서민층의 몇몇의 사람들이 고단한 삶 속에서도 노력하여 소위 명문대에 진학하고 졸업 후에 성공가도를 보여주었다. 하지만 대학들과 대학 졸업생들은 근대화와 더불어 대한민국의 경제수준이 대폭 향상되면서 기본적인 의식주가 보장되고 의무 교육의 범위가 확대되는 등 수학의 기회를 대부분의 사람들이 보장받게 된 이후 그 수가 기하급수적으로 늘어났으나 급격한 경제발전 속에서 교육적인 사고는 도태된 상태로 방치되어서 지금까지 '명문대 진학은 인생 성공의 지름길.'이나 '대학을 나오지 못하면 똑똑하지 못한 사람이다.'같은 것 따위의 많은 사회적 편견들이 남아있다. 이같은 편견들로 인해 지금도 어떤 종류나 분야의 기업에서도 일정수준 이상의 학력을 요구하고 있고, 대한민국 땅 어디를 밟더라도 학력은 곧 자신의 가치수준을 증명할 수 있는 잣대가 되었다. 이러한 사회적 배경으로 인해 대학의 본래 목적인 심화 교육과 연구와는 상관없이 어떤 대학이라도 졸업을 해야 한다는 생각이 만연하게 되었다.

## 영향
- 많은 사람들이 높은 학력을 가진 탓에 취업이 어려워진다. 소위 고학력자들은 많아지는데, 이들이 일할 수 있는 직장은 한정되어 있어서 취업하기 어려워지는 것이다.
- 높은 학력을 얻기 위해 일명 명문 학교에 진학하기 위한 경쟁이 심하다.
- 경제적으로 어려운 집안의 자녀들은 학자금 대출에 의존해서라도 대학을 졸업하고 있는 실정이다.

## 같이 보기
- 학력위조